# 赤城神社 (館林市木戸町)
赤城神社（あかぎじんじゃ）は、群馬県館林市の神社。

## 歴史
創建年代は不明である。ただ館林藩が編纂した幕末の地誌『封内経界図誌』に記載されていることから、その頃には既に存在していたものと推測される。当初は現在地の南西に位置していた。
1910年（明治43年）の神社合祀により、近くの8社（摂末社含む）が合祀された。その中に現在地にあった「琴平宮」があった。その琴平宮の境内に移転した。その移転を記念する石碑が残されている。1919年（大正8年）に「神饌幣帛料供進神社」に指定された。

## 交通アクセス
- 多々良駅より徒歩21分。